# Ndeutala Angolo
Ndeutala Angolo (Okalili, 1952) es una política y escritora namibia.

## Biografía
Ndeutala Angolo es hija de padres agricultores tradicionales, es la segunda de siete hijos. Su lengua materna es el oshiwambo. No empezó a ir a la escuela hasta los nueve años. Después de asistir a la escuela secundaria Oshigambo, estudió enfermería y comenzó a trabajar en un hospital local. Se unió al movimiento contra el apartheid desde temprana edad.
Estudio en la Universidad de Estocolmo, la Universidad Linneo y la Universidad La Trobe.
Contrajo matrimonio con Hadino Hishongwa.

## Premios
Una escuela primaria en su región natal de Omusati lleva el nombre de doctora Ndeutala Angolo en su honor.
En 2014, fue honrada con las Excelente Orden del Águila, Segunda Clase.

## Libros
- 1986, Casarse con el apartheid.
- 1983, Mujeres de Namibia  (ISBN 91-85354-40-6)
- 1983, El sistema de trabajo subcontratado de inmigrantes y sus efectos en la vida social y familiar en Namibia
- 1992, El sistema de trabajo subcontratado y sus efectos en la vida familiar y social en Namibia (ISBN 1-86848-757-1)